# Patrick Flomo
Patrick Julian Flomo (* 19. Juli 1980 in Charlotte (North Carolina), Vereinigte Staaten) ist ein ehemaliger deutscher Basketballspieler US-amerikanisch-liberianischer Herkunft, der nun als Trainer arbeitet.

## Spielerlaufbahn
Flomo, der auf den Positionen Forward und Center eingesetzt wurde, spielte in seinem Geburtsland für die Hochschulmannschaft der Ohio University. Danach zog es ihn zu seiner ersten Profistation nach Europa. Der 2,03 m große und 101 kg schwere Flomo spielte zunächst in Finnland bei Korihait, wo er im Durchschnitt 22 Punkte und 15 Rebounds pro Spiel erreichte. Anschließend wechselte er in die Niederlande zur Spitzenmannschaft Eiffel Towers. Nachdem er dort aber nur selten zum Einsatz gekommen, wechselte er zur Saison 2005/06 nach Deutschland in die 2. Basketball-Bundesliga Nord zu den Hertener Löwen, obwohl er auch Angebote von anderen Spitzenmannschaften in derselben Liga hatte. Der Grund für ihn, schließlich doch einen Vertrag in Herten zu unterschreiben, war die Hertener Verpflichtung Terren Harbut (kam von den Ohio Bobcats). Für die Hertener Löwen erreichte Flomo 17 Punkte, 10 Rebounds und 4 Blocks pro Spiel. Dies reichte dem Erstligisten aus Bonn, um dem 26-Jährigen einen Vertrag bis 2008 zu geben. Im Verlauf der Saison bekam Flomo durchschnittlich etwa 20 Minuten Spielzeit und entwickelte sich zu einem Leistungsträger.
Obwohl Patrick Flomo mit 2,03 m im Basketball kein Riese ist, gilt er aufgrund seiner enormen Sprungkraft und seiner langen Arme als sehr spielstark unter dem Korb. Er war für seine Blocks und spektakuläre Dunkings bekannt, welche ihm seinen Spitznamen „Dr. Dunk“ verschafften.
Nachdem sich Flomo im April 2007 beim Auswärtsspiel in Ulm einen Kreuzbandriss im linken Knie zuzogen hatte, musste er bis Dezember 2007 pausieren. Durch ordentliche Leistungen nach seiner Verletzung trug er zum Finaleinzug der Telekom Baskets Bonn 2008 bei. Sein Vertrag wurde daraufhin bis zum Ende der Saison 2008/09 verlängert. Nach dem erneuten Erreichen des Finales um die deutsche Meisterschaft 2009 (3:2-Niederlage gegen die EWE Baskets Oldenburg) verlängerte Flomo seinen Vertrag in Bonn um zwei weitere Jahre, bis zum Ende der Saison 2010/11. Nach einer erneut von mehreren Verletzungen überschatteten Saison 2010/2011 erhielt Flomo von den Bonnern keinen neuen Vertrag.
Anfang Juli 2011 gaben die s.Oliver Baskets Würzburg die Verpflichtung Flomos für die nächsten drei Jahre bekannt. Doch bereits im August 2011 wurde der Vertrag wieder aufgelöst, da Flomo die medizinischen Untersuchungen nicht bestand. Flomo wechselte daraufhin in die zweithöchste deutsche Spielklasse und unterschrieb einen Vertrag bei den Giants Düsseldorf. Für die Rheinländer absolvierte er im Laufe der Saison 28 Spiele und erzielte dabei 10,1 Punkte, 6,5 Rebounds und 0,9 Blocks im Schnitt pro Spiel. Sein Vertrag wurde daraufhin für die Saison 2012/13 verlängert.
Nachdem der sportlich errungene Aufstieg der Düsseldorfer von der Liga abgelehnt worden war, verließ Flomo die Mannschaft im Sommer 2013, wechselte wieder in die Basketball-Bundesliga und unterschrieb einen Vertrag bei den MHP Riesen Ludwigsburg. Nach Ablauf seines Vertrages im Sommer 2015 verließ Flomo Ludwigsburg wieder und wechselte innerhalb der Liga zu den Crailsheim Merlins. Mit dem Verein stieg er als Tabellenletzter ab. Er blieb Crailsheim in der ProA treu. In der Saison 2017/18 wurde Flomo mit Crailsheim Vizemeister der 2. Bundesliga ProA und erreichte damit mit den Hohenlohern den Wiederaufstieg in die Bundesliga.
Er verließ Crailsheim in der Sommerpause 2018 und ging zum Drittligisten ETB Essen. Nach dem Ende der Spielzeit 2018/19, in der seiner Essener Mannschaft die Lizenz entzogen wurde, trat Flomo als Berufsbasketballspieler zurück.

## Trainerlaufbahn
Im Mai 2019 wurde er als Trainer der gemeinsamen NBBL-Mannschaft der Artland Dragons und des SC Rasta Vechta vorgestellt, zusätzlich übernahm Flomo das Traineramt bei der Herrenmannschaft des Quakenbrücker TSV (2. Regionalliga). Ab Dezember 2019 übernahm er des Weiteren das Co-Traineramt bei der Profimannschaft der Artland Dragons (2. Bundesliga ProA). Anfang Februar 2022 machten die Niedersachsen Flomo nach der Entlassung von Tuna Isler zum Cheftrainer der Zweitligamannschaft. Flomo stieg mit den Quakenbrückern am Saisonende 2021/22 aus der 2. Bundesliga ProA ab und blieb anschließend hauptverantwortlicher Trainer der Mannschaft, die dank einer Wildcard weiterhin zum Teilnehmerfeld der zweithöchsten deutschen Spielklasse gehörte. Nach dem Abschluss der Saison 2023/24, in der Flomo mit Quakenbrück den 14. Tabellenplatz belegte, ging seine Amtszeit als Trainer der Artländer Profimannschaft zu Ende. Er blieb in Quakenbrück, wurde Trainer im Jugendbereich sowie der Herrenmannschaft des Quakenbrücker TSV in der 2. Regionalliga. Nach der Gründung des Breitensportvereins Artland Dragons e.V. Anfang August 2025 wurde Flomo im Jugendbereich des neuen Vereins und des Quakenbrücker TSV tätig. Zugleich trat er im Vorstand des Artland Dragons e.V. das Amt des Kassierers an.

## Erfolge
- 2008 Deutscher Vizemeister mit den Telekom Baskets Bonn
- 2009 Deutscher Vizepokalsieger mit den Telekom Baskets Bonn
- 2009 Deutscher Vizemeister mit den Telekom Baskets Bonn
- 2018 Vizemeister 2. Bundesliga ProA mit den Crailsheim Merlins